# Big Goose Creek Buffalo Jump
Der Big Goose Creek Buffalo Jump ist ein historischer, traditioneller Jagdplatz nordamerikanischer Indianer, die hier im Rahmen eines Buffalo Jumps Bisons erlegten. Er befindet sich im Sheridan County im US-Bundesstaat Wyoming, südwestlich der Stadt Sheridan am Rande der Bighorn Mountains.

## Hintergrund
Die archäologische Stätte besteht aus dem Einzugsbereich zur Absprungstelle, der Absprungstelle selbst sowie einem darunter liegenden Bachbett, in dem eventuell überlebende Bisons getötet wurden. Im Jahr 1966 begann George Frison als damaliger Staatsarchäologe Wyomings mit archäologischen Testgrabungen vor Ort. Die Untersuchungen, die 1970 fortgesetzt wurden, ergaben drei Besiedlungsebenen. Die Stätte wurde 1974 in das National Register of Historic Places aufgenommen.